# Odontotrypes tibetanus
Odontotrypes tibetanus är en skalbaggsart som beskrevs av Nikolajev 1977. Odontotrypes tibetanus ingår i släktet Odontotrypes och familjen tordyvlar. Inga underarter finns listade i Catalogue of Life.